# Microstylum miles
Microstylum miles är en tvåvingeart som beskrevs av Karsch 1879. Microstylum miles ingår i släktet Microstylum och familjen rovflugor. Inga underarter finns listade i Catalogue of Life.